# MoonRise
Pour les articles homonymes, voir Moonrise.
MoonRise (précédemment nommée Lunar South Pole-Aitken Basin Sample Return) est une mission spatiale lunaire que l'agence spatiale américaine de la NASA envisage de lancer au cours de la décennie 2010 dans le cadre de son programme New Frontiers regroupant des missions d'exploration du système solaire à coût intermédiaire. La mission de la sonde spatiale MoonRise est de rapporter sur Terre un échantillon du sol lunaire prélevé dans le bassin Pôle Sud-Aitken près du pôle sud. D'après les mesures effectuées par les instruments embarqués sur plusieurs sondes placées en orbite autour de la Lune (Clementine et Lunar Prospector), les roches de cet immense cratère présentent des caractéristiques atypiques qui pourraient avoir plusieurs explications.
La mission est mise en concurrence avec deux autres missions : Comet Surface Sample Return (OSIRIS-REx) qui consiste à ramener un échantillon du sol d'une comète et Venus In-Situ Explorer qui doit tenter de se poser sur Vénus pour faire une analyse de son sol. 
La mission est finalement abandonnée en janvier 2010 et c'est finalement la mission OSIRIS-REx que la NASA retiendra en mai 2011.